# バスティーユ広場
バスティーユ広場（フランス語: Place de la Bastille）は、フランスの首都パリにある広場。4区、11区、12区の3つの区に跨っており、広場の周辺地域は単に「バスティーユ」と呼ばれている。もともとはバスティーユ牢獄があった場所であるが、1789年7月14日にフランス革命の発端ともいえるバスティーユ襲撃事件が発生し解体されたため、牢獄は跡形も残っていない。
現在は広場中央に1830年に起こったフランス7月革命を記念するオブジェが建てられ、近くには地下鉄のバスティーユ駅、同広場南側にはアルスナル港（同港からサン・マルタン運河が地下化しレピュブリック広場の北側10区に入った所で顔を出す）がある。またかつてはSNCFのバスティーユ駅もあったが、現在は取り壊されて跡地には歌劇場オペラ・バスティーユが建設された。
広場の北東部ロケット地区界隈はバーやカフェなどが立ち並ぶ繁華街で、夜遅くまで賑わっている。一方で近年では2006年に起こった初期雇用契約を巡るデモのように、政治的なデモンストレーションの舞台ともなっている。

## 歴史

### フランス革命以前
バスティーユ牢獄は、1370年から1383年にかけて建設され、当初はパリ防衛のための要塞であった。それが17世紀になるとルイ13世の宰相リシュリューにより国事犯の収容所に改造されたことで政治犯のほか宗教犯や民衆を扇動した作家、また若い放蕩者が家族の要請で一時的に収容されるなどし、国王が自由に発行できる「勅命逮捕状」により逮捕された人間が収監されるようになると次第に評判を落とし悪政の象徴となっていった。
18世紀後半の時点で、バスティーユ牢獄は中庭と武器庫を取り囲むように建つ高さ24mの8つの塔と防壁によって形成されていた。囚人は主にこの塔の5階～7階に収容され、直径4.6mの部屋に家具を備えた部屋が与えられた。この牢獄の管理者は囚人一人あたりの手当てを貰っていたが、囚人の身分によって額が異なり、学者であれば19リーブルだったが、一般人では3リーブルであった。現代のイメージとは異なり、極悪非道な看守、出血、虫のわく地下牢といったものとバスティーユ牢獄は無縁であり、パリにはビセートル刑務所のようにバスティーユよりも環境の悪い牢獄が多くあった。しかしながら、文学などにおいてはバスティーユ牢獄は恐怖と圧政、そして独裁の象徴として扱われている。

### バスティーユ襲撃事件

バスティーユ牢獄襲撃を描いた絵

18世紀後半、アンシャン・レジームに対する民衆の怒りが頂点を極め、1789年7月14日、パリ市民は圧政や国王の権力の象徴であったバスティーユ牢獄を襲撃した。この際収容されていたのは7人に過ぎず牢獄はほとんど空の状態であり、この7人も偽造犯が4人、精神障害者が2人、そして父の怒りをかった若い貴族が1人と政治犯は含まれていない。襲撃当時、バスティーユ牢獄には管理者であった80人の廃兵（戦場で戦うことが出来なくなった兵隊）が守備兵として配置されていたが、すぐにスイス人傭兵によって構成された32人の擲弾兵が加わり、補強された。
朝方、バスティーユ牢獄を取り囲んだ8000人の群集は牢獄側に対して投降を呼びかけ、牢獄の武装解除や武器庫に保管されている武器や弾薬の開放を求めた。これに対して牢獄側は代表者2名を招き入れて交渉を行ったが、交渉は思うようにまとまらず昼過ぎには一部の群集が中庭に繋がる跳ね橋を落とし、中庭に侵入。これに対して守備兵が発砲して応戦したため銃撃戦となった。そこへさらに一部のフランス軍が群集側に加勢しバスティーユ牢獄は降伏、午後5時30分ころに牢獄は陥落し囚人たちは解放された。

### 襲撃後のバスティーユ
1792年、バスティーユ牢獄は撤去されて、新しく自由を記念するオブジェが作られることとなった。
1808年、パリの都市化を推し進めていたナポレオン・ボナパルトは、当初ここに象の形をした記念碑を建設することを計画した。この象はスペイン軍から奪った大砲から取られた銅が使われる予定で高さは24m、象の足のうちの一本の内部に作られた階段によって像の上までいけるように設計されていたが、石膏のモデルまでは作られ広場に置かれたものの（「バスティーユの象」）、最終的に広場に銅像が建つことはなかった。
1833年に現在の7月革命記念碑の建設を決定したのは、ルイ・フィリップである。後に「バスティーユの象」は『レ・ミゼラブル』（1862年）の登場人物ガヴローシュらの住処として有名になるが、1846年、土台の一部を残し7月革命記念碑に置き換わり、撤去された。
1855年に、牢獄の跡地にバスティーユ駅が建設された。その後1969年に廃止され、路線は地下化されて現在のRER A線となった。駅舎は解体され、そこから延びる線路は芸術の高架橋と呼ばれる緑道となった。駅舎跡地にはオペラ・バスティーユが建設され、革命200周年記念の1989年7月14日に落成された。

## 今日のバスティーユ広場

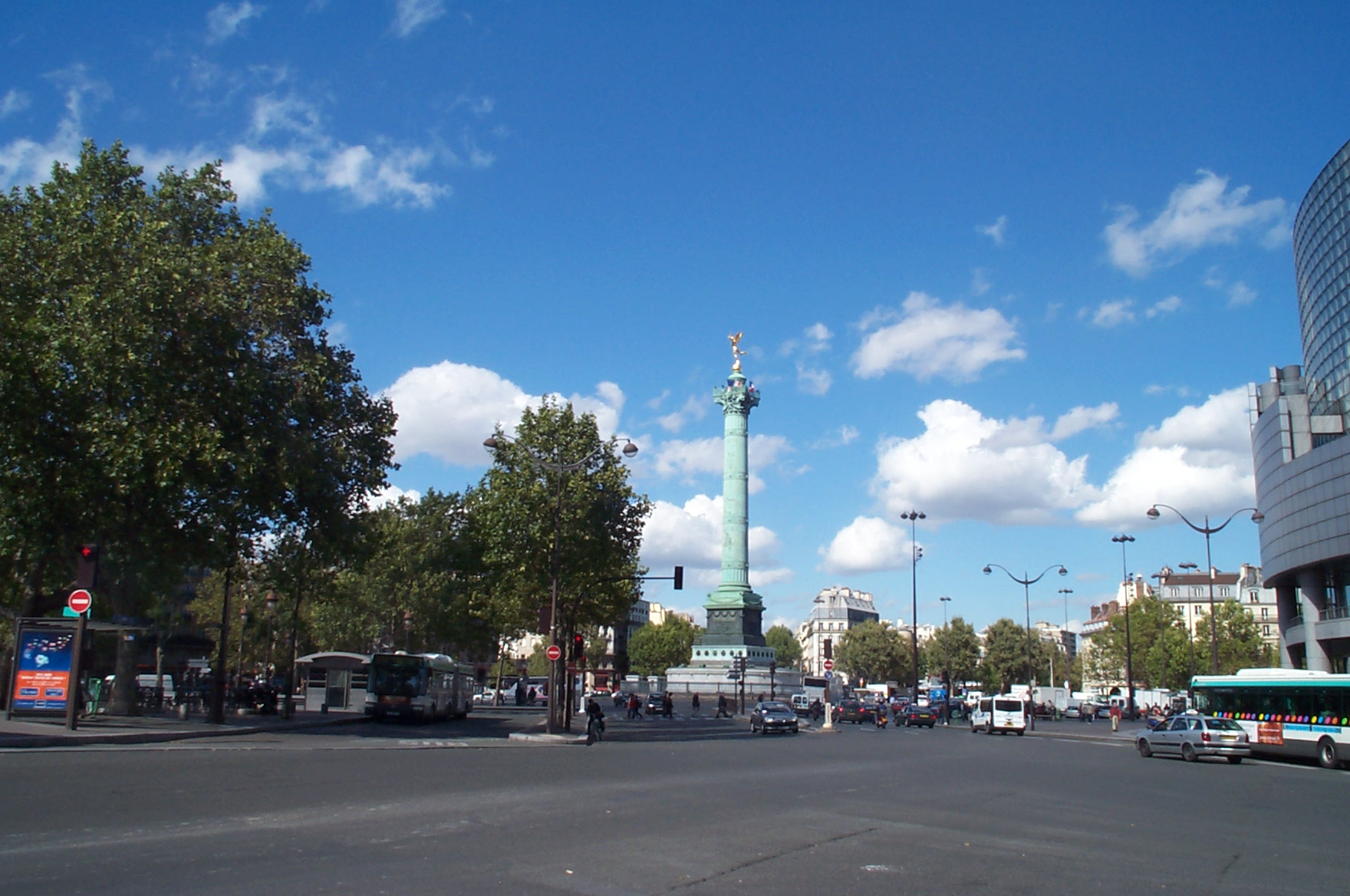
バスティーユ広場

バスティーユ牢獄があった場所が現在の「Place de la Bastille（バスティーユ広場）」にあたり、オペラ・バスティーユが広場を代表する建物といえる。またもともと牢獄の堀であった部分はサン・マルタン運河と接続されて遊覧船の発着ポイント（アルスナル港）となった。火曜日と日曜日にはバスティーユ広場に併設されている公園を中心に大規模な青空市場が開かれ、衣類のほかにも果物や魚、肉、チーズ、パンなどさまざまなものを手に入れることができる。
現在広場周辺はカフェやオフィスなどが立ち並ぶ商業地域になっており、サンタントワーヌ通りが広場を突き抜けるように走っている。
なお、地下鉄の敷設工事の際に発見されたバスティーユ牢獄の塔の残骸の一部は数百メートル離れた公園へ移設された後にそこで展示されている。